# Tmesisternus
Tmesisternus es un género de escarabajos de la familia Cerambycidae.

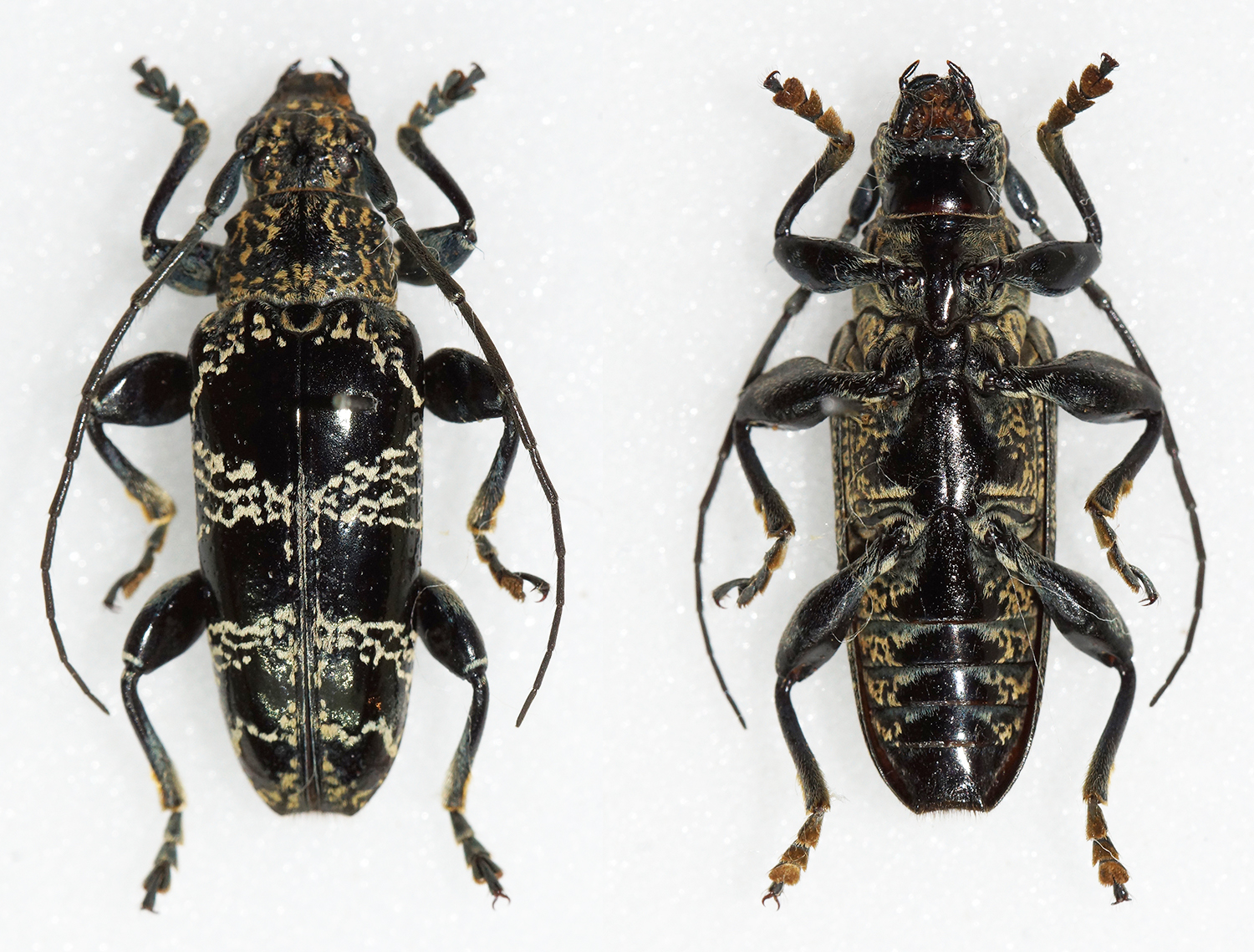
Tmesisternus politus
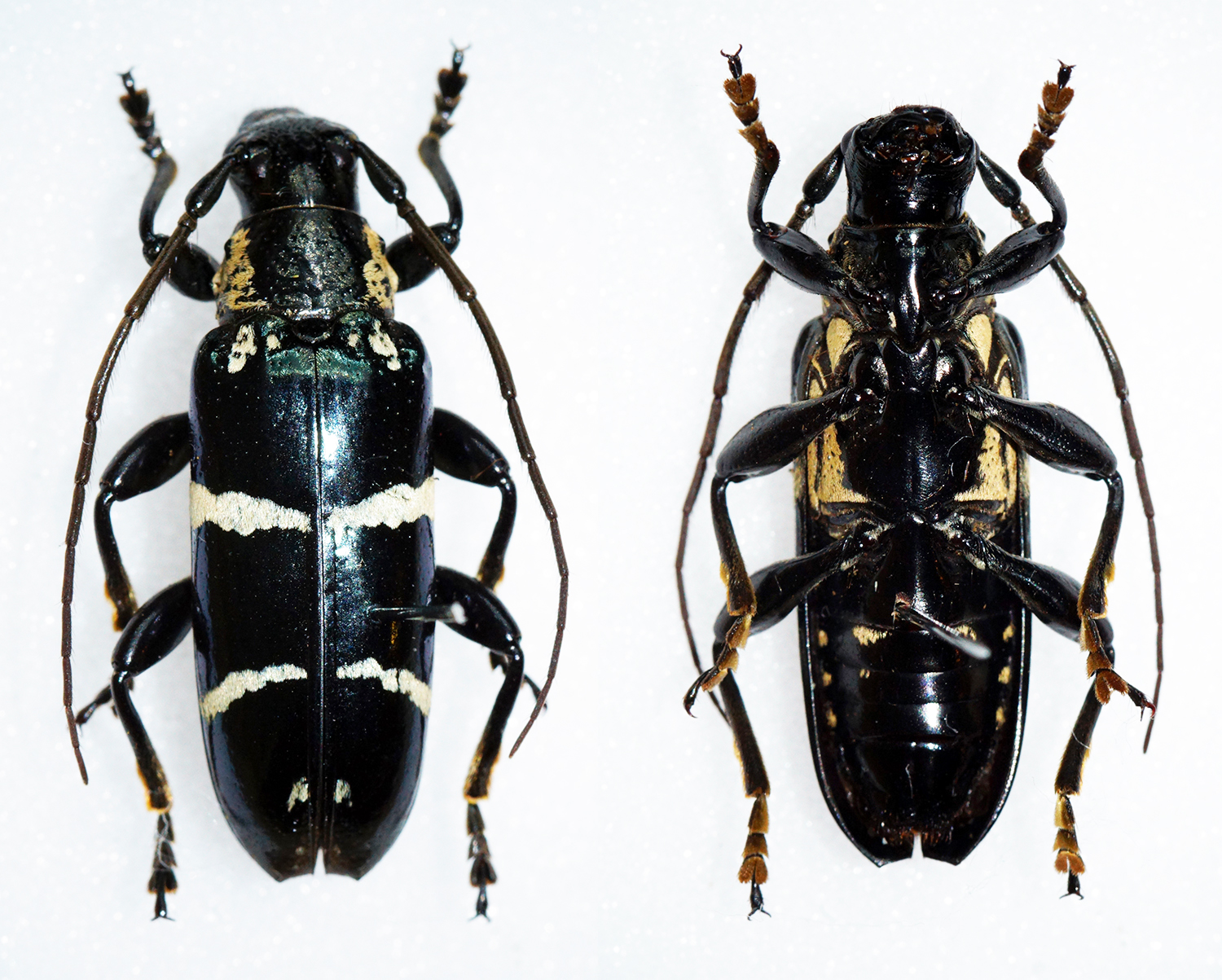
Tmesisternus schaumi
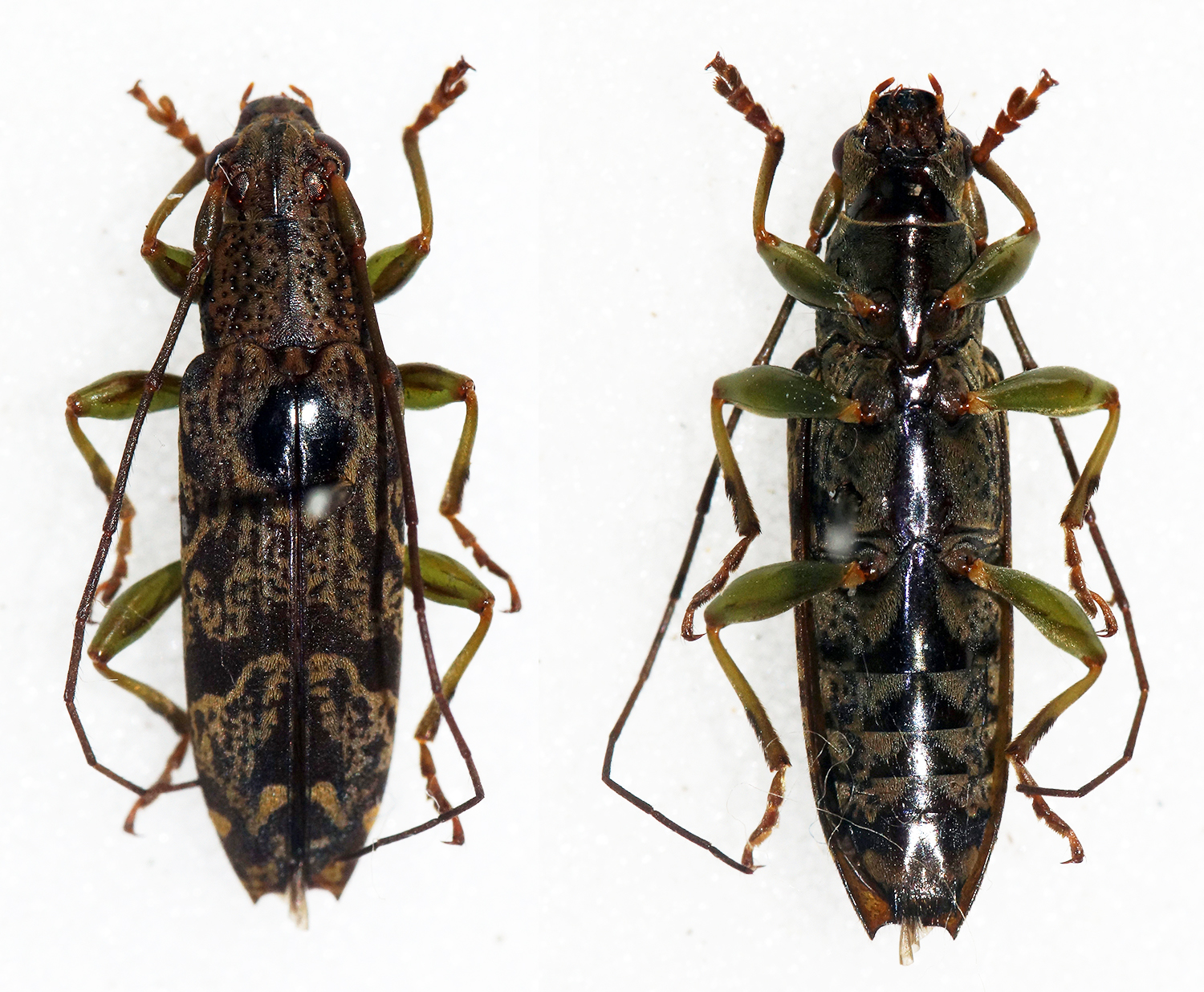
Tmesisternus marmoratus
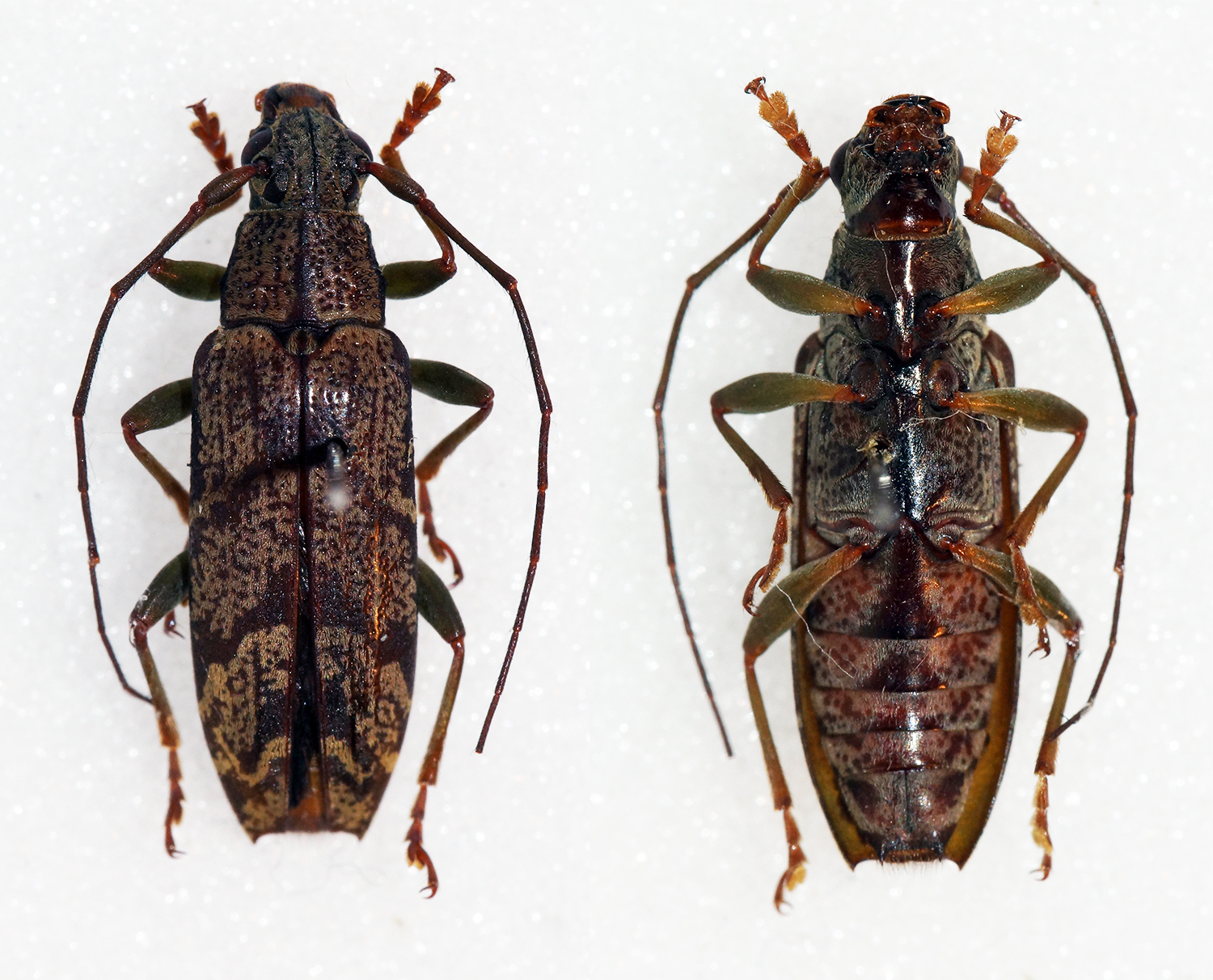
Tmesisternus vagus
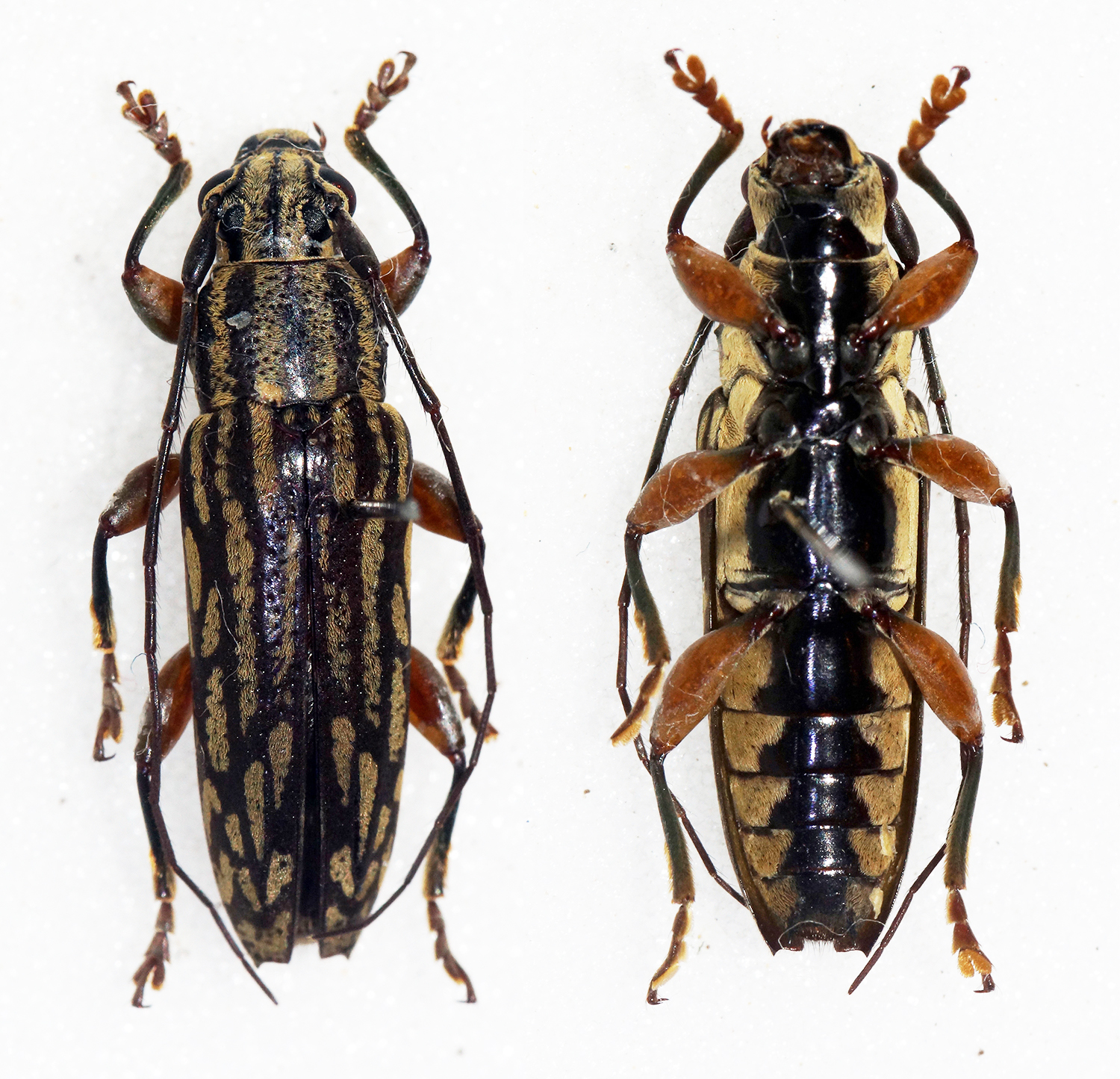
Tmesisternus monticolav
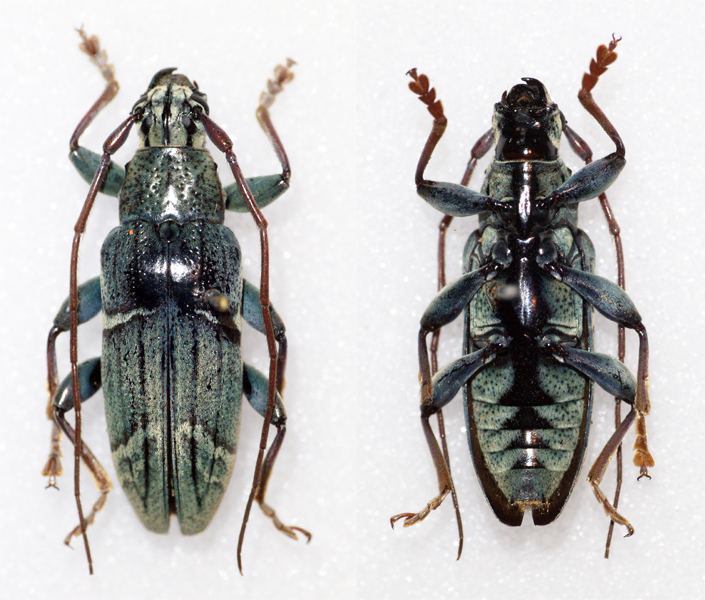
Tmesisternus ruficornis
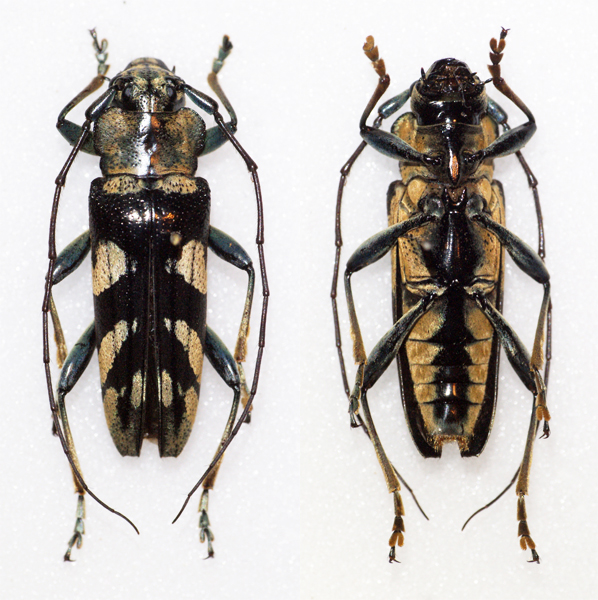
Tmesisternus ochraceosignatus
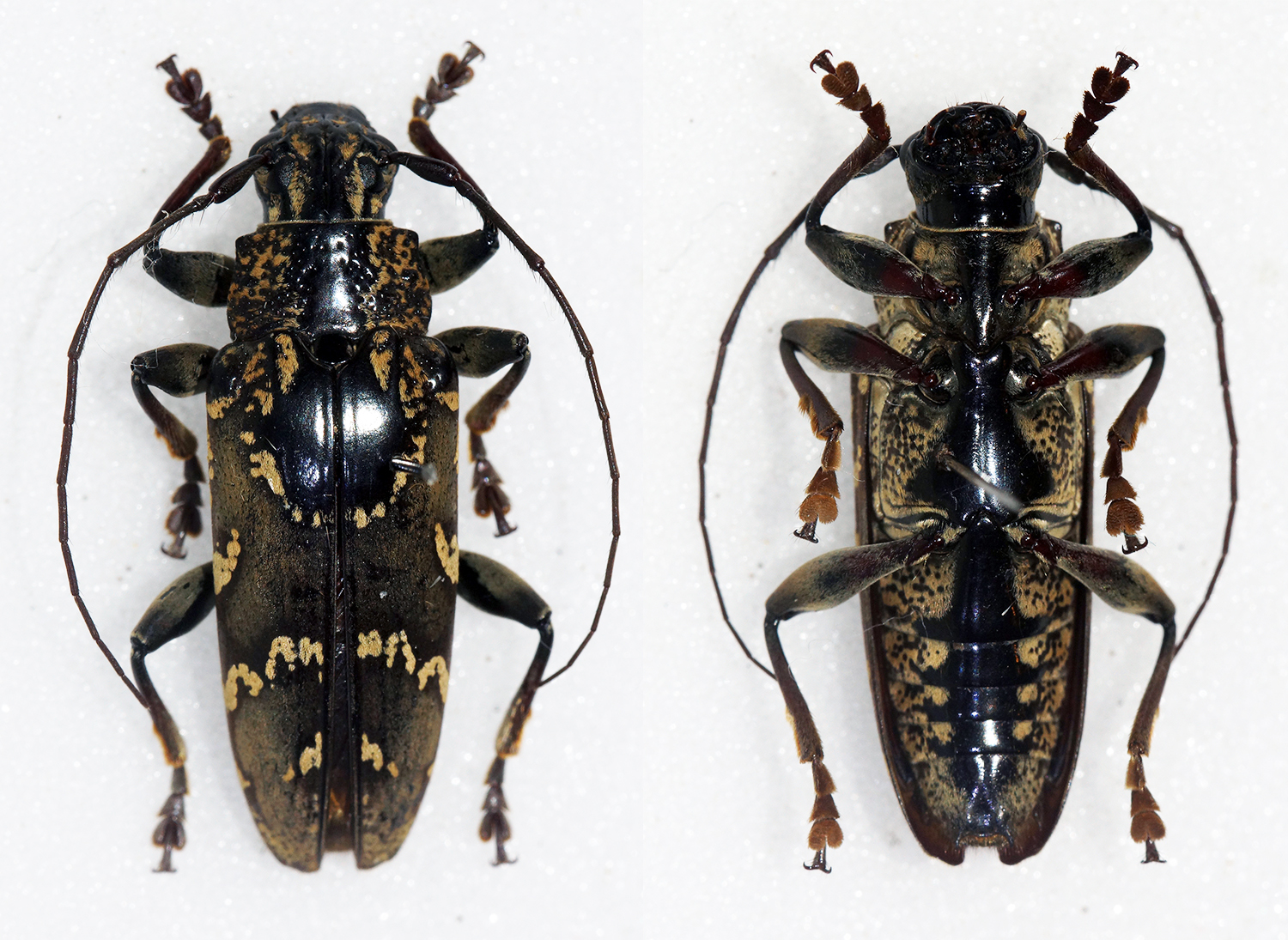
Tmesisternus adspersarius
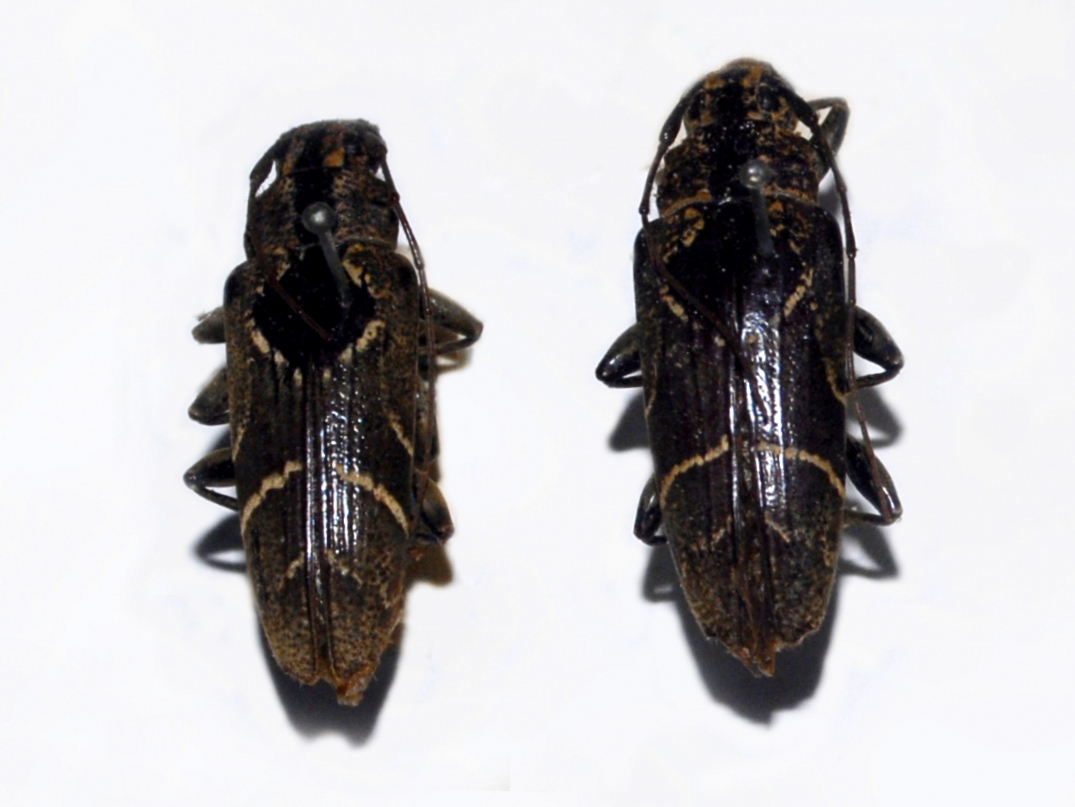
Tmesisternus adspersus
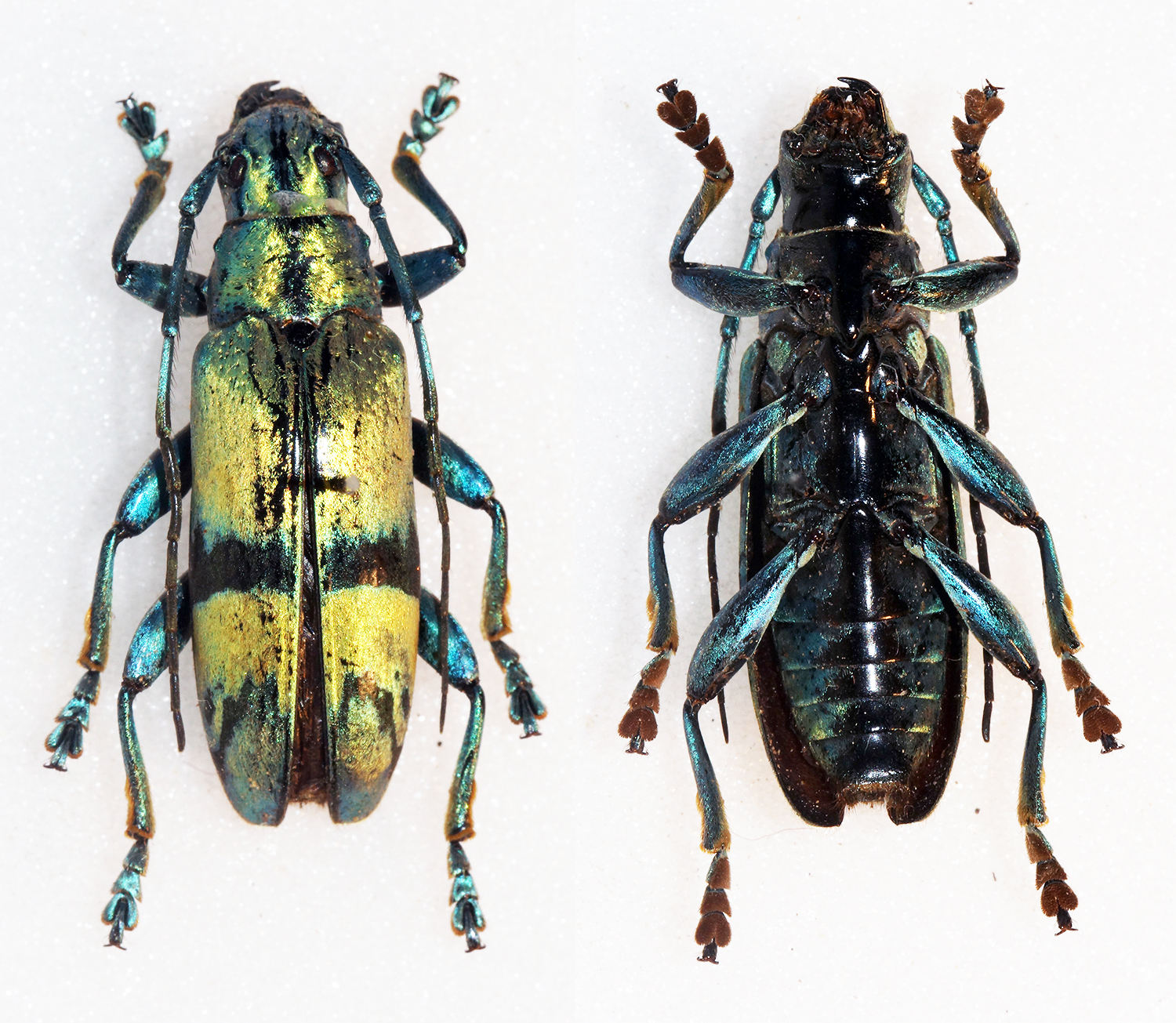
Tmesisternus isabellae
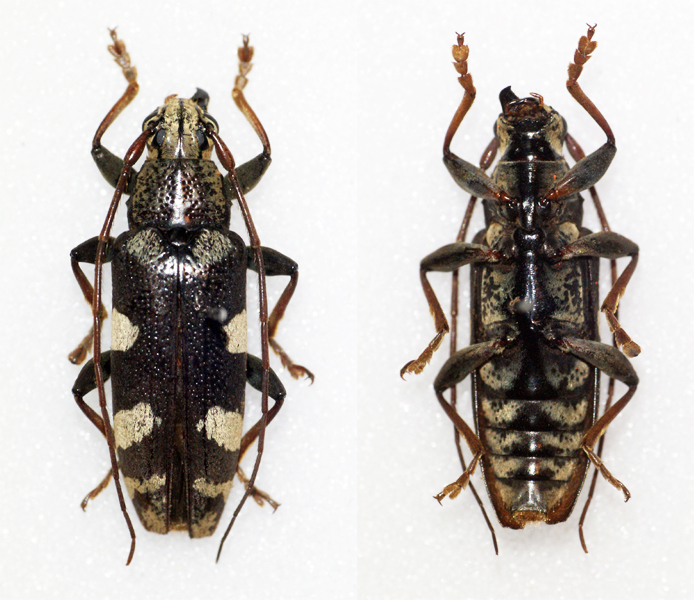
Tmesisternus lepidus
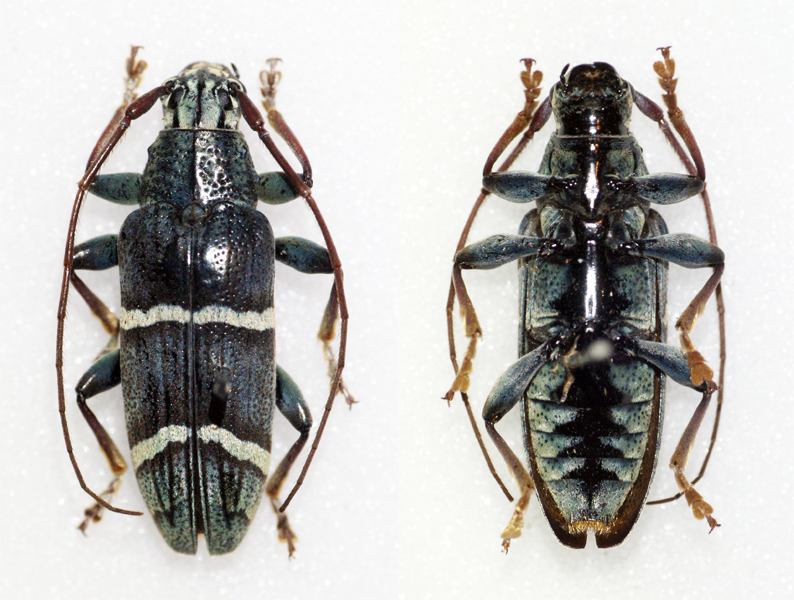
Tmesisternus tersus
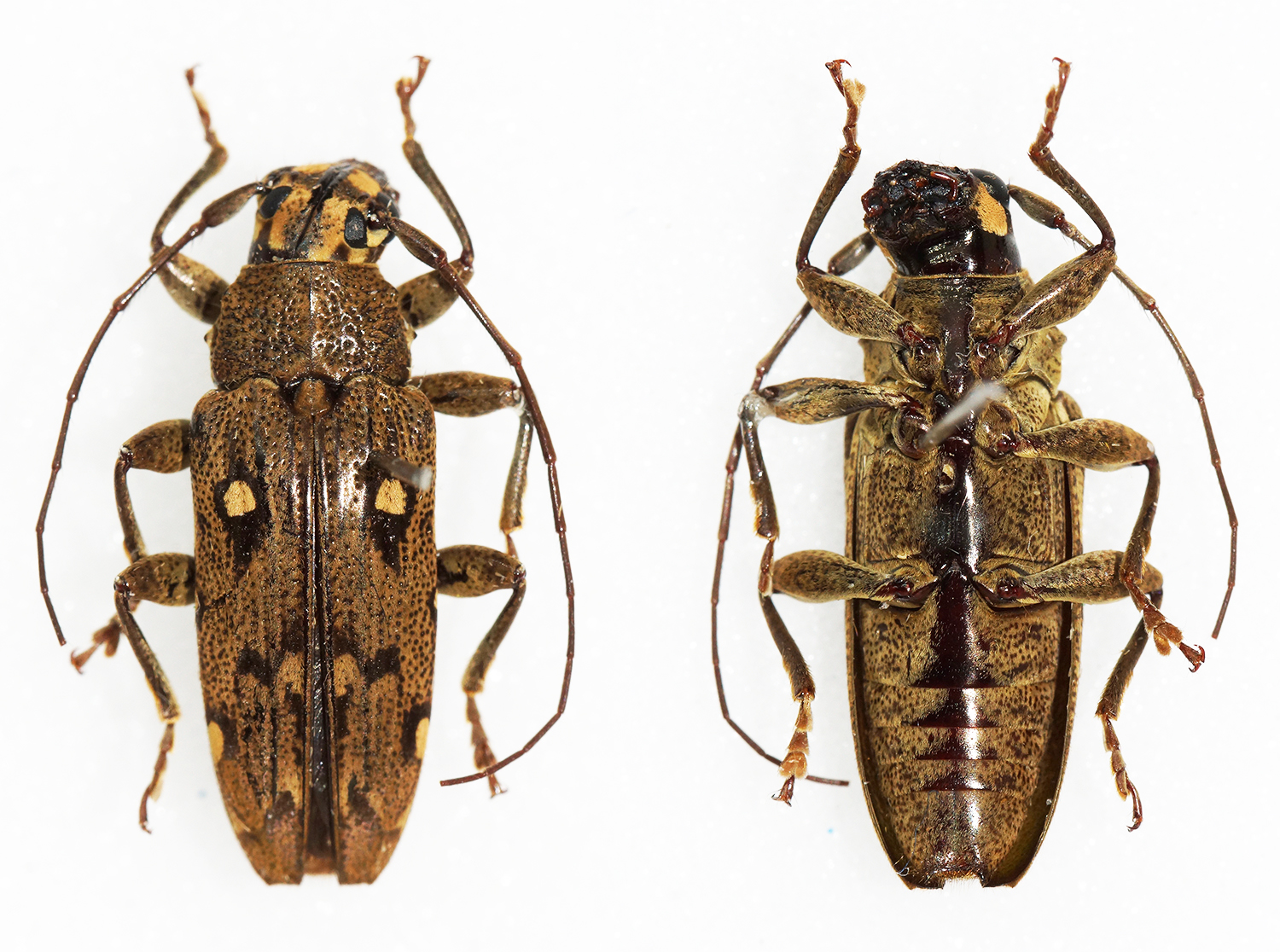
Tmesisternus sexmaculatus
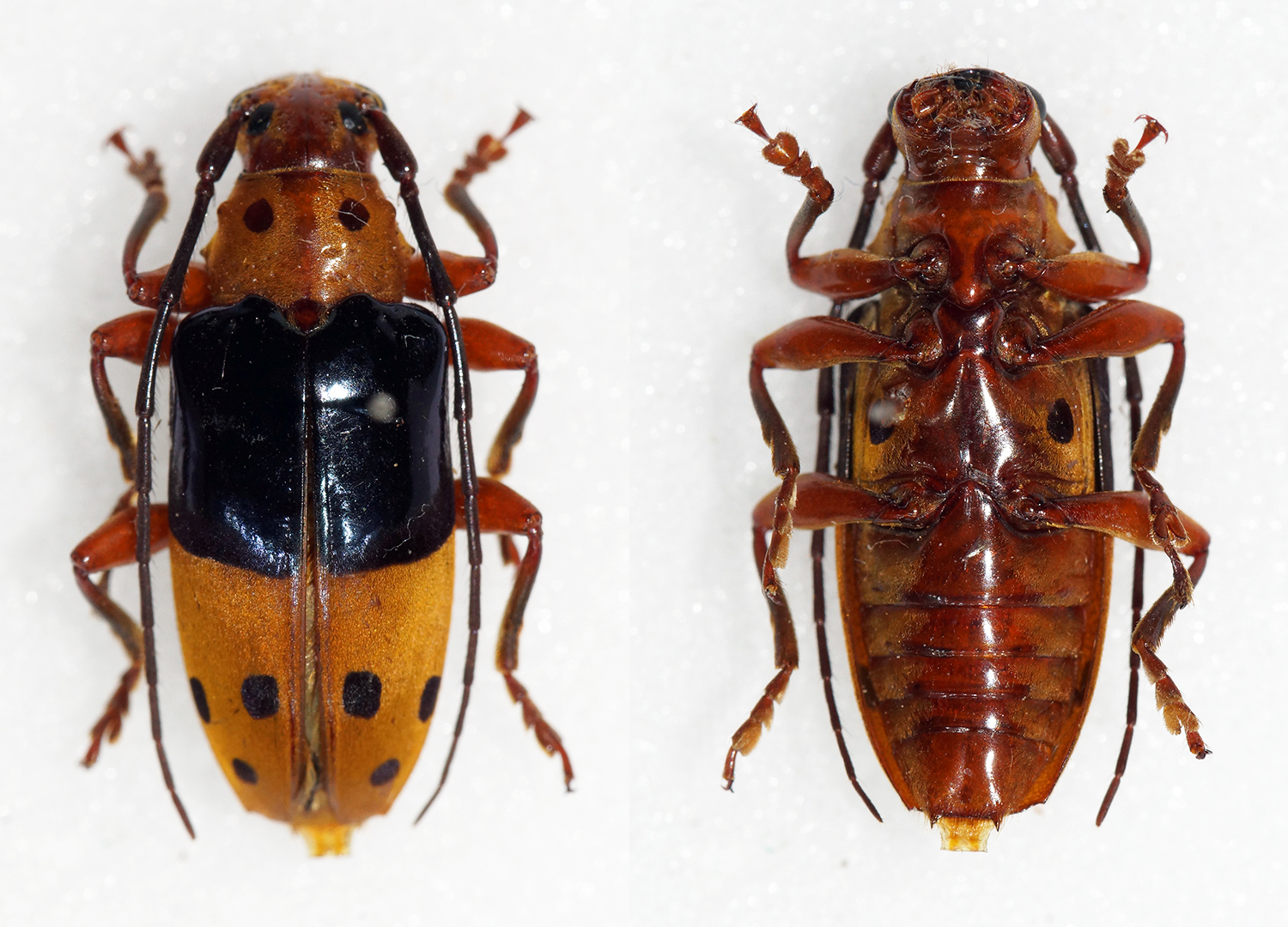
Tmesisternus speciosus
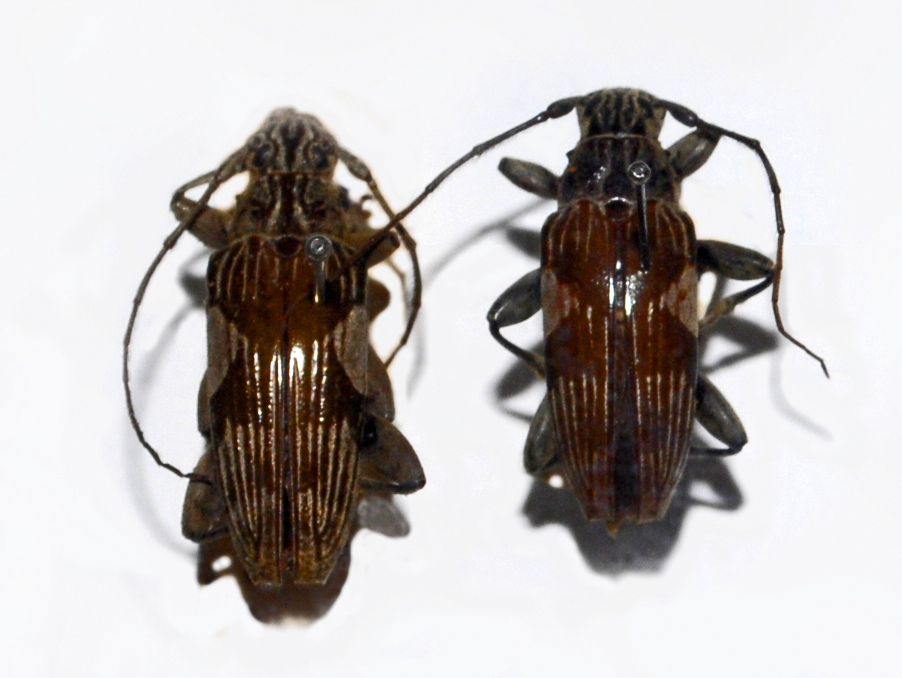
Tmesisternus sulcatus

## Especies
- Tmesisternus abmisibilis Withaar, 2011
- Tmesisternus adspersarius Breuning, 1939
- Tmesisternus adspersus Blanchard, 1853
- Tmesisternus aeneofasciatus Breuning, 1948
- Tmesisternus affinis Breuning, 1939
- Tmesisternus agrarius Pascoe, 1868
- Tmesisternus agriloides Pascoe, 1868
- Tmesisternus albari Withaar, 2009
- Tmesisternus albertisi Breuning, 1939
- Tmesisternus albovittatus Breuning, 1939
- Tmesisternus andaii Gilmour, 1952
- Tmesisternus andreas (Kriesche, 1926)
- Tmesisternus angae Gressitt, 1984
- Tmesisternus anomalus Gressitt, 1984
- Tmesisternus apicalis Aurivillius, 1927
- Tmesisternus arabukae Gressitt, 1984
- Tmesisternus araucarius Withaar, 2017
- Tmesisternus arfakianus Gestro, 1876
- Tmesisternus asaroanus Gressitt, 1984
- Tmesisternus assimilis Breuning, 1975
- Tmesisternus atrofasciatus Gressitt, 1984
- Tmesisternus attenuatus Gressitt, 1984
- Tmesisternus aubrooki Gilmour, 1949
- Tmesisternus avarus Pascoe, 1868
- Tmesisternus batchianensis Breuning, 1954
- Tmesisternus bazuini Withaar, 2011
- Tmesisternus beehleri Gressitt, 1984
- Tmesisternus benjamini Breuning, 1966
- Tmesisternus bernsteini Withaar, 2019
- Tmesisternus bezarki Weigel, 2006
- Tmesisternus biarciferus Blanchard, 1853
- Tmesisternus bifoveatus Aurivillius, 1925
- Tmesisternus bifuscomaculatus Breuning, 1939
- Tmesisternus bilaterimaculatus Breuning, 1966
- Tmesisternus bioculatus Gressitt, 1984
- Tmesisternus bizonulatus Guérin-Méneville, 1831
- Tmesisternus bodemensis Withaar, 2011
- Tmesisternus bolanicus Breuning, 1939
- Tmesisternus bosavi Gressitt, 1984
- Tmesisternus bosaviensis Gressitt, 1984
- Tmesisternus bosavius Withaar, 2017
- Tmesisternus brandti Gressitt, 1984
- Tmesisternus brassi Gressitt, 1984
- Tmesisternus brassi koresi Gressitt, 1984
- Tmesisternus breuningi Gilmour, 1950
- Tmesisternus brevespinosus Breuning & de Jong, 1941
- Tmesisternus bruijnii Gestro, 1876
- Tmesisternus bulldogensis Withaar, 2022
- Tmesisternus burgersi Withaar, 2017
- Tmesisternus busuensis Withaar, 2019
- Tmesisternus canofasciatus (Aurivillius, 1927)
- Tmesisternus carlae Withaar, 2017
- Tmesisternus cinnamomeus Gilmour, 1950
- Tmesisternus clissoldi Withaar, 2018
- Tmesisternus coloribus Withaar, 2018
- Tmesisternus conicicollis (Thomson, 1864)
- Tmesisternus convexus Gressitt, 1984
- Tmesisternus costatus Breuning, 1939
- Tmesisternus costiceps Breuning, 1968
- Tmesisternus costipennis Breuning, 1940
- Tmesisternus costulatus Breuning, 1939
- Tmesisternus cuneatus Gressitt, 1984
- Tmesisternus cupreosignatus Aurivillius, 1907
- Tmesisternus curvatolineatus (Aurivillius, 1927)
- Tmesisternus defobi Withaar, 2009
- Tmesisternus demissus Breuning, 1939
- Tmesisternus densepunctatus Breuning, 1939
- Tmesisternus denticollis Gressitt, 1984
- Tmesisternus devosi Withaar, 2009
- Tmesisternus deyrollei Withaar, 2019
- Tmesisternus digoelae Withaar, 2018
- Tmesisternus discomaculatus Breuning, 1939
- Tmesisternus dissimilis Pascoe, 1868
- Tmesisternus distinctus Boisduval, 1835
- Tmesisternus distinctus contraversus Pascoe, 1868
- Tmesisternus distinctus electus Heller, 1914
- Tmesisternus divisus Aurivillius, 1927
- Tmesisternus dohertyi Jordan, 1894
- Tmesisternus dubius Montrouzier, 1855
- Tmesisternus dubius rufithorax Gressitt, 1984
- Tmesisternus dubius saintaignani Breuning, 1982
- Tmesisternus duffelsi Withaar, 2014
- Tmesisternus elateroides Gestro, 1876
- Tmesisternus elegans Heller, 1914
- Tmesisternus eliptaminus Withaar, 2014
- Tmesisternus ellenae Withaar, 2017
- Tmesisternus elvirae Weigel, 2003
- Tmesisternus excellens albosignatus Gahan, 1916
- Tmesisternus excellens Aurivillius, 1908
- Tmesisternus finisterrae Gressitt, 1984
- Tmesisternus flavolineatipennis Breuning, 1975
- Tmesisternus flavolineatus Breuning, 1939
- Tmesisternus flavovittatus Breuning & de Jong, 1941
- Tmesisternus floorjansenae Weigel, 2018
- Tmesisternus florensis Breuning, 1948
- Tmesisternus floresianus Withaar, 2009
- Tmesisternus flyensis Gressitt, 1984
- Tmesisternus froggatti MacLeay, 1886
- Tmesisternus fulgens Breuning, 1939
- Tmesisternus fumatus Gressitt, 1984
- Tmesisternus fuscosignatus Breuning, 1945
- Tmesisternus gabrieli Schwarzer, 1931
- Tmesisternus geelvinkianus Gestro, 1876
- Tmesisternus geniculatus Breuning, 1948
- Tmesisternus gerstmeieri Weigel, 2018
- Tmesisternus giluwe Gressitt, 1984
- Tmesisternus glabrum Withaar, 2013
- Tmesisternus goilalae Gressitt, 1984
- Tmesisternus gracilis Gressitt, 1984
- Tmesisternus gressitti Weigel, 2003
- Tmesisternus grimmi Weigel, 2018
- Tmesisternus griseovittatus Breuning, 1939
- Tmesisternus griseus (Thomson, 1865)
- Tmesisternus habbemanus Gressitt, 1984
- Tmesisternus helleri Kriesche, 1926
- Tmesisternus herbaceus Pascoe, 1862
- Tmesisternus heurni (Schwarzer, 1924)
- Tmesisternus hieroglyphicus Blanchard, 1853
- Tmesisternus holzschuhi Weigel, 2018
- Tmesisternus hoyoisi Weigel, 2006
- Tmesisternus huedepohli Weigel, 2018
- Tmesisternus humeralis Aurivillius, 1924
- Tmesisternus hunsteinensis Withaar, 2019
- Tmesisternus imitans Breuning, 1939
- Tmesisternus immitis Pascoe, 1868
- Tmesisternus indistinctelineatus Breuning, 1966
- Tmesisternus insularis Gressitt, 1984
- Tmesisternus intricatus Pascoe, 1868
- Tmesisternus irregularis Gestro, 1876
- Tmesisternus isabellae Vollenhoven, 1871
- Tmesisternus jakli Weigel, 2018
- Tmesisternus japeni Gilmour, 1949
- Tmesisternus jaspideus Boisduval, 1835
- Tmesisternus joliveti Breuning, 1970
- Tmesisternus kaindi Gressitt, 1984
- Tmesisternus kapauku Gressitt, 1984
- Tmesisternus karimui Gressitt, 1984
- Tmesisternus keitocali Breuning, 1972
- Tmesisternus kurima Weigel, 2018
- Tmesisternus lacustris Gressitt, 1984
- Tmesisternus laensis Gressitt, 1984
- Tmesisternus laevis Breuning, 1976
- Tmesisternus lamingtonus Gressitt, 1984
- Tmesisternus lansbergei Breuning, 1945
- Tmesisternus lateralis MacLeay, 1886
- Tmesisternus laterimaculatus Gilmour, 1949
- Tmesisternus latifascia Heller, 1914
- Tmesisternus latithorax Gressitt, 1984
- Tmesisternus lepidus Pascoe, 1868
- Tmesisternus lictorius (Pascoe, 1868)
- Tmesisternus lictorius biak Weigel, 2008
- Tmesisternus liebeni Withaar, 2009
- Tmesisternus lineatus MacLeay, 1886
- Tmesisternus loebli Weigel, 2018
- Tmesisternus lordbergia Withaar, 2011
- Tmesisternus lotor externemaculatus Breuning & de Jong, 1941
- Tmesisternus lotor mortyanus (Thomson, 1865)
- Tmesisternus lotor Pascoe, 1860
- Tmesisternus lucens Breuning, 1970
- Tmesisternus ludificator (Heller, 1914)
- Tmesisternus lugubris Breuning, 1939
- Tmesisternus luteostriatus Heller, 1912
- Tmesisternus maai Gressitt, 1984
- Tmesisternus mamberamo Gressitt, 1984
- Tmesisternus margaretae Gilmour, 1949
- Tmesisternus marginalis Breuning, 1939
- Tmesisternus marmoratus Guérin-Méneville, 1831
- Tmesisternus mehli Weigel, 2008
- Tmesisternus meridionalis Gressitt, 1984
- Tmesisternus metalliceps Breuning, 1940
- Tmesisternus mewana Withaar, 2018
- Tmesisternus michaelensis Withaar, 2022
- Tmesisternus mimethes (Kriesche, 1926)
- Tmesisternus modestus Gahan, 1915
- Tmesisternus mokwamensis Withaar, 2013
- Tmesisternus montanus Gressitt, 1984
- Tmesisternus monteithi Gressitt, 1984
- Tmesisternus monticola continentalis Breuning, 1942
- Tmesisternus monticola Gestro, 1876
- Tmesisternus mucronatus Gahan, 1915
- Tmesisternus multiplicatus Gahan, 1915
- Tmesisternus nabirensis Gressitt, 1984
- Tmesisternus nami Gressitt, 1984
- Tmesisternus nielsius Withaar, 2017
- Tmesisternus niger Gressitt, 1984
- Tmesisternus nigrofasciatus Aurivillius, 1908
- Tmesisternus nigrotriangularis Heller, 1914
- Tmesisternus nitidus Gressitt, 1984
- Tmesisternus obliquefasciatus Breuning, 1939
- Tmesisternus obliquelineatus Breuning, 1939
- Tmesisternus obliquevittatus Breuning, 1973
- Tmesisternus oblongus Boisduval, 1835
- Tmesisternus obsoletus Blanchard, 1853
- Tmesisternus obtusatus Gressitt, 1984
- Tmesisternus ochraceosignatus Breuning, 1939
- Tmesisternus ochreomaculatus Breuning, 1942
- Tmesisternus ochrostictus Gressitt, 1984
- Tmesisternus octopunctatus Gilmour, 1949
- Tmesisternus olthofi Gressitt, 1984
- Tmesisternus opalescens Pascoe, 1868
- Tmesisternus oransbarius Withaar, 2016
- Tmesisternus ornatus Breuning, 1939
- Tmesisternus ornatus kraussi Gressitt, 1984
- Tmesisternus paniae Gressitt, 1984
- Tmesisternus papuanus Breuning, 1942
- Tmesisternus parasulcatus Breuning, 1975
- Tmesisternus parobiensis Breuning, 1969
- Tmesisternus parvus Withaar, 2016
- Tmesisternus pauli (Heller, 1897)
- Tmesisternus persimilis Breuning, 1968
- Tmesisternus petechialis gebehensis Breuning & de Jong, 1941
- Tmesisternus petechialis Pascoe, 1868
- Tmesisternus petechialis plumbeus Pascoe, 1868
- Tmesisternus phaleratus (Thomson, 1865)
- Tmesisternus pindiuensis Withaar, 2019
- Tmesisternus planicollis Gressitt, 1984
- Tmesisternus planus Withaar, 2016
- Tmesisternus pleuristictus Pascoe, 1868
- Tmesisternus politus Blanchard, 1853
- Tmesisternus popondettae Gressitt, 1984
- Tmesisternus postfasciatus Breuning & de Jong, 1941
- Tmesisternus postfasciatus postmaculatus Breuning & de Jong, 1941
- Tmesisternus postflavescens Breuning, 1948
- Tmesisternus postglaber Breuning, 1966
- Tmesisternus prasinatus Heller, 1914
- Tmesisternus pseudintricatus Breuning, 1939
- Tmesisternus pseudirregularis Breuning, 1939
- Tmesisternus pseudissimilis Withaar, 2016
- Tmesisternus pseudohieroglyphicus Breuning, 1939
- Tmesisternus pseudomonticola Breuning, 1939
- Tmesisternus pseudosuperans Breuning, 1939
- Tmesisternus pseudotesselatus Breuning, 1939
- Tmesisternus pseudoviridescens Breuning, 1939
- Tmesisternus pteridophytae Gressitt, 1984
- Tmesisternus pullus Breuning, 1942
- Tmesisternus pulvereoides Breuning, 1975
- Tmesisternus pulvereus Pascoe, 1868
- Tmesisternus quadrimaculatus Aurivillius, 1908
- Tmesisternus quadriplagiatus Breuning, 1939
- Tmesisternus quadripunctatus Gilmour, 1949
- Tmesisternus quadripustulatus Gressitt, 1984
- Tmesisternus quateae Withaar, 2014
- Tmesisternus ramuensis Withaar, 2019
- Tmesisternus ramues Withaar, 2016
- Tmesisternus reductus Gressitt, 1984
- Tmesisternus renii Gressitt, 1984
- Tmesisternus replicatus Gressitt, 1984
- Tmesisternus riedeli Weigel, 2006
- Tmesisternus rossi Gressitt, 1984
- Tmesisternus rotundipennis Breuning, 1948
- Tmesisternus ruficornis (Thomson, 1865)
- Tmesisternus rufipes Blanchard, 1853
- Tmesisternus rufotriangularis Gressitt, 1984
- Tmesisternus salomonus (Aurivillius, 1920)
- Tmesisternus salomonus aurescens Breuning, 1945
- Tmesisternus salomonus vellalavellae Gressitt, 1984
- Tmesisternus samuelsoni Gressitt, 1984
- Tmesisternus schaumii interruptus Heller, 1934
- Tmesisternus schaumii obscurus Heller, 1934
- Tmesisternus schaumii Pascoe, 1867
- Tmesisternus schaumii yorkensis (Fairmaire, 1881)
- Tmesisternus schepmani (Withaar, 2015)
- Tmesisternus schraderi Kriesche, 1926
- Tmesisternus schutzei Withaar, 2018
- Tmesisternus sedlaceki Gressitt, 1984
- Tmesisternus semivittatus Gressitt, 1984
- Tmesisternus separatus (Aurivillius, 1927)
- Tmesisternus sepicanus (Kriesche, 1926)
- Tmesisternus septempunctatus Boisduval, 1835
- Tmesisternus seriemaculatus Breuning, 1939
- Tmesisternus sexcostatus Withaar, 2013
- Tmesisternus sexmaculatus Breuning & de Jong, 1941
- Tmesisternus shanahani Withaar, 2014
- Tmesisternus sinecolor Withaar, 2022
- Tmesisternus skalei Weigel, 2018
- Tmesisternus soembanus (Schwarzer, 1931)
- Tmesisternus speciosus jobiensis Gestro, 1876
- Tmesisternus speciosus Pascoe, 1868
- Tmesisternus stellae Gressitt, 1984
- Tmesisternus strigosus Pascoe, 1868
- Tmesisternus subadspersus Breuning, 1966
- Tmesisternus subalpinus Gressitt, 1984
- Tmesisternus subaureus Gressitt, 1984
- Tmesisternus subbilineatus Breuning, 1966
- Tmesisternus subchlorus (Heller, 1914)
- Tmesisternus subsimilis Breuning, 1966
- Tmesisternus subtriangularis Breuning, 1966
- Tmesisternus subuniformis Gressitt, 1984
- Tmesisternus subvenatus Breuning, 1959
- Tmesisternus subvinculatus Breuning, 1961
- Tmesisternus sulcatellus Gressitt, 1984
- Tmesisternus sulcatus Aurivillius, 1911
- Tmesisternus superans (Pascoe, 1868)
- Tmesisternus sylvanicus Gressitt, 1984
- Tmesisternus szentivanyi Gressitt, 1984
- Tmesisternus telnovi Weigel, 2018
- Tmesisternus teragrammus Gilmour, 1950
- Tmesisternus tersus Pascoe, 1862
- Tmesisternus tessellatus Boisduval, 1835
- Tmesisternus testegaus Withaar, 2016
- Tmesisternus timorlautensis Breuning, 1939
- Tmesisternus tolai Gressitt, 1984
- Tmesisternus torridus Pascoe, 1868
- Tmesisternus toxopei Gressitt, 1984
- Tmesisternus transversatus Breuning, 1939
- Tmesisternus transversefasciatus Breuning, 1939
- Tmesisternus transversevittatus Breuning, 1956
- Tmesisternus transversus Pascoe, 1867
- Tmesisternus trapezicollis (Heller, 1914)
- Tmesisternus triangularis Breuning, 1953
- Tmesisternus trilineatus Breuning, 1966
- Tmesisternus ubelsae Withaar, 2016
- Tmesisternus udoschmidti Weigel, 2018
- Tmesisternus unipunctatus Guérin-Méneville, 1831
- Tmesisternus vagefasciatus Breuning, 1939
- Tmesisternus vagejaspideus Gilmour, 1949
- Tmesisternus vagus (Thomson, 1865)
- Tmesisternus variegatus Gressitt, 1984
- Tmesisternus venatus (Thomson, 1864)
- Tmesisternus venatus djampeanus Breuning, 1950
- Tmesisternus venatus kangeanus Breuning, 1968
- Tmesisternus versteegi Withaar, 2022
- Tmesisternus villaris Pascoe, 1868
- Tmesisternus vinculatus Heller, 1914
- Tmesisternus virens Gressitt, 1984
- Tmesisternus virescens Breuning, 1939
- Tmesisternus viridescens (Thomson, 1864)
- Tmesisternus viridipennis Breuning, 1940
- Tmesisternus viridis Gestro, 1876
- Tmesisternus wallacei (Pascoe, 1858)
- Tmesisternus wasiorensis Withaar, 2013
- Tmesisternus watutius Withaar, 2016
- Tmesisternus wauensis Gressitt, 1984
- Tmesisternus weigeli Withaar, 2009
- Tmesisternus wendesi Withaar, 2019
- Tmesisternus wiedenfeldi Aurivillius, 1911
- Tmesisternus yoibosa Withaar, 2022
- Tmesisternus yokoi Weigel, 2010
- Tmesisternus ziczac Breuning, 1939